# Orde van Sint-Sava
De Orde van Sint-Sava (Servisch: Орден светог Саве, Orden Svetog Save) was een ridderorde van het Koninkrijk Servië en later van het Koninkrijk Joegoslavië. Tweeënzestig jaar lang heeft de Servische, later Joegoslavische, regering met deze onderscheiding verdiensten, eerst op het gebied van kunst en wetenschap, later ook in de strijdkrachten, beloond. De in 1883 door de Servische Koning Milan I gestichte orde werd in 1945 door de communistische regering afgeschaft. De koning bleef de orde in zijn Britse en Amerikaanse ballingschap verlenen en ook de huidige troonpretendent noemt zich Grootmeester van de Orde van Sint-Sava.

## Geschiedenis
De orde werd ingesteld om verdienste op het gebied van kunst en wetenschap te kunnen belonen, maar op 22 november 1914 werd besloten dat ook militairen in deze orde zouden worden opgenomen. 
Het wetsvoorstel van 23 januari 1883 waarin de Orde van Sint-Sava werd ingesteld vermeldde nog een tweede Servische ridderorde; het Takowo-kruis werd tot Orde van Takowo opgewaardeerd.
De Heilige Sava van Servië (1175-1236) is een christen-orthodoxe heilige. Hij was de eerste orthodoxe aartsbisschop van Servië en stichter van de Servisch-orthodoxe Kerk. Sava werd geboren als jongste zoon van grootžupan Stefan Nemanja van Servië uit het Huis der Nemanjić en Anna van Bosnië.
Sava was kloosterstichter, bemiddelaar in burgeroorlogen, auteur van de Nomokano waarin voor het eerste het Servisch recht werd opgetekend en de eerste aartsbisschop van Servië. Hij is een van de belangrijkste heiligen in Servië en patroonheilige van onderwijs en geneeskunde. Sint-Sava's herdenkingsdag, en de feestdag van de naar hem genoemde ridderorde, is 27 januari.
Door zijn bemoeienis met letterkunde en wetgeving leent Sint-Sava zich er bijzonder toe om zijn naam aan een ridderorde voor wetenschappers en kunstenaars te schenken. Binnen en buiten het land werd de orde met royale hand uitgereikt en kruisen en sterren zijn op de antiquiteitenmarkt dan ook niet schaars.
De op 17 mei 1945 in Londense ballingschap geboren Kroonprins Alexander van Joegoslavië noemt zich Grootmeester van de Orde van de Witte Adelaar. Hij heeft onder andere Frá Angelo de Moiana da Cologna, Grootmeester van de Orde van Malta, tot Grootkruis benoemd. 

De Joegoslavische republiek heeft de ridderorden van het Koninkrijk Servië in 1945 opgeheven en de koning afgezet maar de koning beschouwde beide besluiten als illegaal. Het doorgaan met het verlenen van deze en andere Joegoslavische orden kan worden gezien als het verlenen van een huisorde zoals dat een voormalig regerend koningsgeslacht volgens internationaal recht en gebruik is toegestaan.

## Graden
De graden zijn van hoog naar laag:
- De Joegoslavische koning is de grootmeester van de orde.
- Grootkruis: Het gouden ordeteken[3] wordt aan een grootlint over de rechterschouder gedragen. Men draagt een ster met daarop het kruis[3] op de linkerborst.
- Grootofficier: Het gouden ordeteken wordt aan een lint om de hals gedragen. Men draagt een ster met daarop een iets kleiner kruis[4] op de rechterborst.
- Commandeur: Het gouden ordeteken[4] wordt aan een lint om de hals gedragen.
- Officier:Het gouden ordeteken[4] wordt aan een lint op de linkerborst gedragen.
- Ridder: Het zilveren ordeteken[4] wordt aan een lint op de linkerborst gedragen.

Onder "goud" moet in alle gevallen en bij alle graden "verguld zilver" worden verstaan.

## Versierselen
Het kruis of kleinood is een achtpuntig wit geëmailleerd verguld zilveren kruis van Malta met brede blauwe randen. Op de acht punten zijn gouden ballen geplaatst. In het midden is een ovaal medaillon met een brede blauwe ring gelegd. Op de ring staat het motto van de orde, "Op eigen kracht komt men vooruit", in gouden cyrillische letters. In het medaillon is Sint-Sava afgebeeld. De orthodoxe heilige draagt op de oudste kruisen en sterren een rode mantel. In 1921 werd de mantel blauw en veranderde het aanzien van de heilige sterk, nog later wordt de mantel bij sommige kruisen en sterren blauwgroen.

In de armen van het kruis is een gouden dubbele adelaar als in het Servische wapen aangebracht. Het wapenschildje is rood, wit en goud geëmailleerd.

Als verhoging is een gouden beugelkroon aangebracht.

Op de keerzijde is op de kruisen uit de Obrenović dynastie het monogram van de stichter te zien, de Karageorge vervingen het monogram op 24 november 1904 door het jaartal "1883" binnen een blauwe ring met gouden lauwerkrans.
Er zijn geen authentieke portretten van Sint-Sava bekend, de schilderkunst in Europa had in het jaar 1236 nog geen portretkunst voortgebracht, De ontwerpers van de orde gingen daarom te rade bij de iconografie van de Oosters-orthodoxe kerk. Op iconen wordt Sint-Sava immers al eeuwenlang op een voor de gelovigen herkenbare wijze afgebeeld. Het gaat meestal om een bebaarde oudere man, met zijn 61 jaar was Sint-Sava voor zijn tijd opvallend oud geworden, in een bisschopsgewaad. De attributen op de iconen wisselen maar altijd wordt de Heilige Sava als kerkvorst in liturgische gewaden uitgebeeld.

## Types van kruisen en sterren
Er zijn 3 types kruisen en sterren:
- Het eerste type, uit de jaren 1883-1904, heeft een zeer gedetailleerde afbeelding van de heilige in een rood gewaad[6] met een blauw pallium, een orthodox borstkruis en een orthodoxe mijter die in West-Europese ogen sterk op een kroon gelijkt. De heilige heeft de rechterhand als voor een eed geheven en heeft een rood aureool om het hoofd. In de linkerhand houdt de heilige een orthodoxe doctorsstaf met twee slangenkoppen. In overeenstemming met het kerkelijke gebruik heeft de schilder een zweetdoek om de staf geknoopt. Op de keerzijde staat het monogram "MI".
- Het tweede type, uit de jaren 1904-1921, heeft een iets minder gedetailleerde afbeelding van de heilige in een rood gewaad.[7] Men kan er een dalmatiek met een gouden of goudkleurige afzetting in zien. De koormantel of pluviale van de heilige is donkerrood maar alleen schematisch weergegeven. De anatomie van de als tijdens het afleggen van een eed geheven rechterarm is gebrekkig. De pallium en de orthodoxe mijter zijn bewaard gebleven maar het gouden orthodoxe borstkruis ontbreekt in deze uitvoering. Op de keerzijde staat het jaartal "1883".
- Het derde type, uit de jaren 1921-1941, heeft een weinig gedetailleerde afbeelding van de heilige in een blauw of blauwgroen gewaad.[8] Het pallium is nu wit en geborduurd met rode Latijnse kruisen. De aureool van de heilige is geen cirkel meer maar een grote gouden schijf die achter het hoofd van de heilige is geplaatst. De orthodoxe doctorsstaf in de linkerhand van de heilige is vervangen door een geopend boek met een schematisch aangegeven tekst in cyrillisch schrift.In de rechterhand verschijnt een korte gouden scepter met een rood Latijns kruis. Op de keerzijde staat het jaartal "1883".

De vele fabrikanten en de drie typen van het medaillon maken de Orde van Sint-Sava een populair verzamel- en studieobject voor faleristen. Er zijn van het ridderkruis tien typen bekend en omdat er een vrij groot aanbod van kruisen en sterren op de markt is zijn de prijzen niet bijzonder hoog. Een fraai 19e-eeuws door Rothe & Neffe in Wenen vervaardigd commandeurskruis van de Orde van Sint-Sava kostte in 1981 ongeveer 300 gulden, in 2003 was een dergelijk kruis 200 euro waard. Daarbij moet wel bedacht worden dat de sterk uiteenlopende kwaliteit van de kruisen voor lagere prijzen kan zorgen.
De ster van de orde is achtpuntig met facetgeslepen zilveren stralen. Het lijkt daarom alsof de ster met schitterende briljanten is bezet en bij kaarslicht verstrooit de ster dan ook licht. Op de ster is het kruis van de orde, maar steeds zonder de kroon, bevestigd. De grootte van het kruis loopt uiteen en het kruis is meestal iets hoger dan breed wat betekent dat de diagonale en horizontale stralen korter moeten zijn dan de verticale stralen van de ster. Opvallend is de bepaling dat beide sterren, anders dan bij andere Servische en Joegoslavische ridderorden gebruikelijk was, op de rechterzijde van de borst moeten worden gedragen.

Op de keerzijde van de ster is in het midden van de verder onbewerkte zilveren plaat een rond schild van de juwelier aangebracht. Men draagt de sterren door een beugelsluiting waarvan de pin door daarvoor bestemde lusjes op het uniform of het rokkostuum gestoken moest worden.
De sterren – bestemd voor hoogwaardigheidsbekleders en prominenten – waren zorgvuldiger uitgevoerd dan de kruisen van de orde. Schoonheidsfouten als het achterwege laten van het emailleren van de vier wapenschildjes komt bij de sterren dan ook niet voor.
Het lint is wit met twee brede blauwe strepen. In Servië werden linten in de vooral in Oostenrijk gebruikelijke driehoeksvorm opgemaakt. Men vouwde het lint over een driehoekig metalen of kartonnen plaatje en bevestigde het kruis aan het lint met behulp van een beugel of een oog aan de achterzijde.
De orde werd zelden aan dames verleend en er zijn dan ook geen kruisen aan een strik bekend.
De orde behoort niet tot de zeer hoge onderscheidingen van Servië en Joegoslavië en er werden dan ook geen sterren en kruisen "met briljanten" uitgereikt. De orde heeft ook geen keten en geen bijzondere versierselen voor herauten en officieren. Het besluit van 1914 waarin de voor kunstenaars en wetenschappers gereserveerde orde plotseling ook voor de strijdkrachten ter beschikking stond heeft niet geleid tot een wijziging van de versierselen. Er is geen kruis of ster "met de zwaarden" ingesteld. Ook het lint van de orde bleef gedurende de Eerste Wereldoorlog ongewijzigd.

## Nederlandse dragers
- De Nederlandse arts Arius van Tienhoven werd in 1913 onderscheiden met het ridderkruis (4e klasse) van de Orde van Sint-Sava voor zijn werk als arts tijdens de Eerste Balkanoorlog.
- Jules Hedeman (1869-1916), directeur van de afdeling buitenlands nieuws van de Parijse krant Le Matin, heeft in zijn leven 12 buitenlandse ordetekens opgespeld gekregen. Hij was ook Officier in de Orde van Sint-Sava.[10]
- In 1931 werd de schilder Simon Maris benoemd tot commandeur in de Sint Sava-Orde als dank voor zijn bemiddelende rol bij een schenking van een veertigtal kunstwerken van Nederlandse kunstenaars aan het Prins Paul Museum voor Hedendaagse Kunst te Belgrado.[11]
- Politiek tekenaar Louis Raemaekers ontving tien buitenlandse decoraties voor zijn werk als politiek tekenaar in de Eerste Wereldoorlog. In 1933 ontving hij de oorkonde voor commandeur der Orde van Sint-Sava.
- De arts Martinus Willem Woerdeman van de Universiteit van Amsterdam was ridder in de Orde van Sint-Sava.

## AmerikaanseOrder of Saint-Sava
De vaak koningsgezinde Serviërs in de Verenigde Staten hebben zich in een "Loyale Orde van Sint-Sava" verenigd. Deze vereniging heeft als doelstelling om de Serviërs in den vreemde met elkaar in contact te brengen. De orde, men zou het ook een broederschap kunnen noemen, is in Milwaukee, in de staat Wisconsin gevestigd. Zij heeft met de ridderorde alleen de naam gemeen. De leden brengen geld bijeen voor leermiddelen, studiebeurzen en het versieren van Oosters-orthodoxe kerken en monumenten die de rol van de Servische gemeenschap herdenken.